# Gamblea
- Commons
- Wikispecies

Gamblea é um género botânico pertencente à família Araliaceae.
1. ↑  «Gamblea — World Flora Online». www.worldfloraonline.org. Consultado em 19 de agosto de 2020